# Уса (Ойта)
Уса (яп. 宇佐市) — місто в Японії, у префектурі Ойта.

## Географія
Місто знаходиться на острові Кюсю, у префектурі Ойта. Площа 439,12 км². Має вихід до внутрішнього моря Суо.
Межує з містами Накацу, Беппу, Бунґо-Такада, Кіцукі, Ойта та повіти Хідзі, Кусу.
Символіка
Символами міста є Quercus gilva та рододендрон.

## Населення
Станом на 1 березня 2017 року населення Уса становить 55 534 особи. Густота населення 126,47 ос./км². Нижче приведена діаграма зміни чисельності населення міста за даними переписів Японії.